# Ateleute croccalis
Ateleute croccalis är en stekelart som först beskrevs av André Seyrig 1952.  Ateleute croccalis ingår i släktet Ateleute och familjen brokparasitsteklar. Inga underarter finns listade.